# NGC 6456
NGC 6456 ist eine 14,7 mag helle elliptische Galaxie vom Hubble-Typ E3 im Sternbild Drache. Sie ist schätzungsweise 562 Millionen Lichtjahre von der Milchstraße entfernt und hat einen Durchmesser von etwa 130.000 Lj.
NGC 6456 ist die hellste Galaxie in einem optischen Galaxiencluster aus den sechs nahe beisammenstehenden Galaxien NGC 6463, NGC 6470, NGC 6471, NGC 6472 und NGC 6477. Eine abschließende eindeutige Identifikation auf Basis von Swifts Beobachtungen steht immer noch aus.
Das Objekt wurde am 25. September 1886 von Lewis A. Swift entdeckt.